# Ludmierzyce
Ludmierzyce (deutsch Leimerwitz, tschechisch Lidměřice) ist eine Ortschaft in Oberschlesien. Der Ort liegt in der Gmina Kietrz im Powiat Głubczycki in der Woiwodschaft Oppeln in Polen.

## Geographie

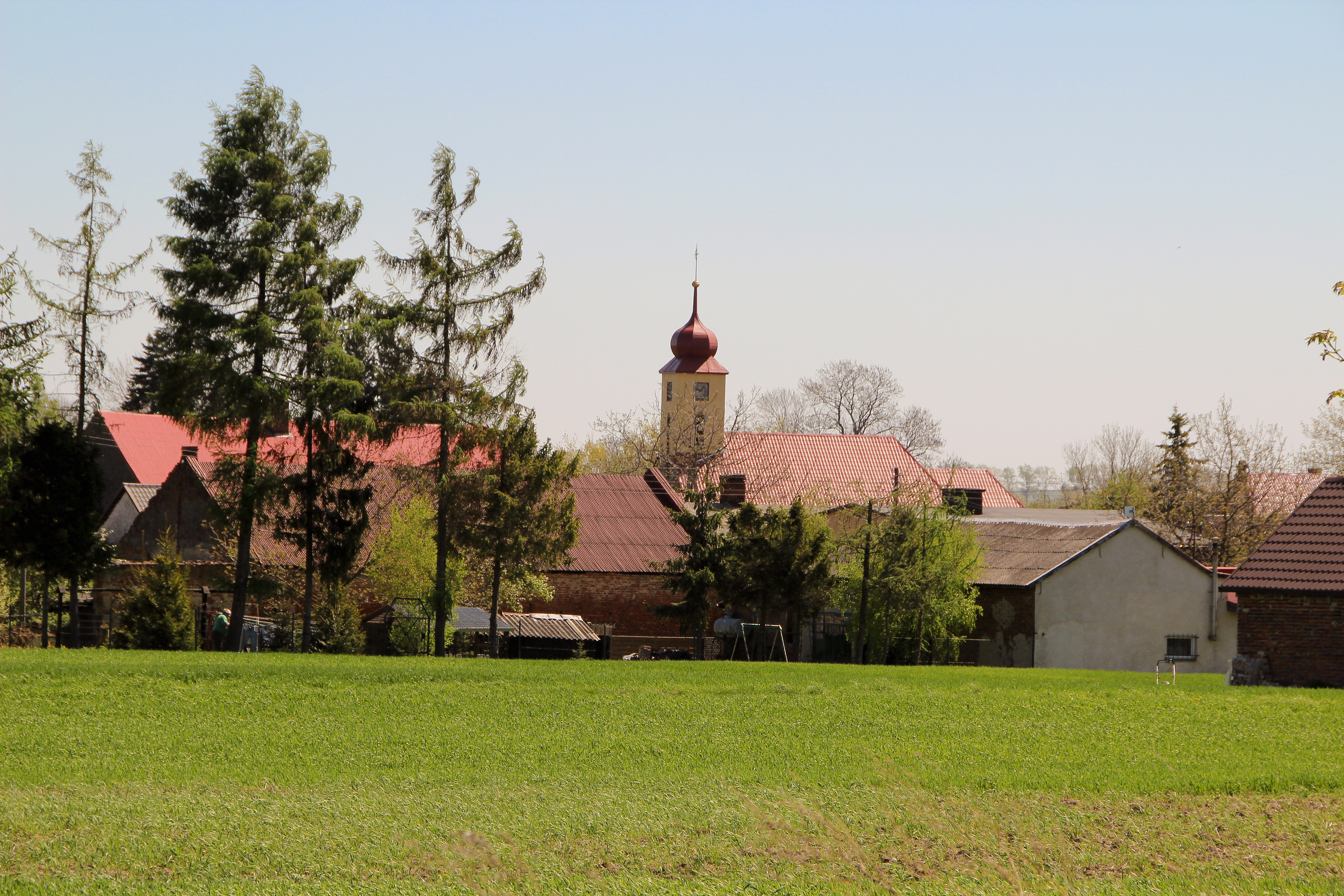
Blick auf Leimerwitz

### Geographische Lage
Das Straßendorf Ludmierzyce liegt elf Kilometer südwestlich des Gemeindesitzes Kietrz, 23 Kilometer südöstlich der Kreisstadt Głubczyce (Leobschütz) sowie 87 Kilometer südlich der Woiwodschaftshauptstadt Opole (Oppeln). Der Ort liegt in der Nizina Śląska (Schlesische Tiefebene) innerhalb der Płaskowyż Głubczycki (Leobschützer Lößhügelland). Der Ort liegt an der stillgelegten Bahnstrecke Baborów–Opava.

### Nachbarorte
Nachbarorte von Ludmierzyce sind im Nordwesten Nasiedle (Nassiedle), im Südwesten Jabłonka (Klemstein) und im Westen Gródczany (Hratschein).

## Geschichte

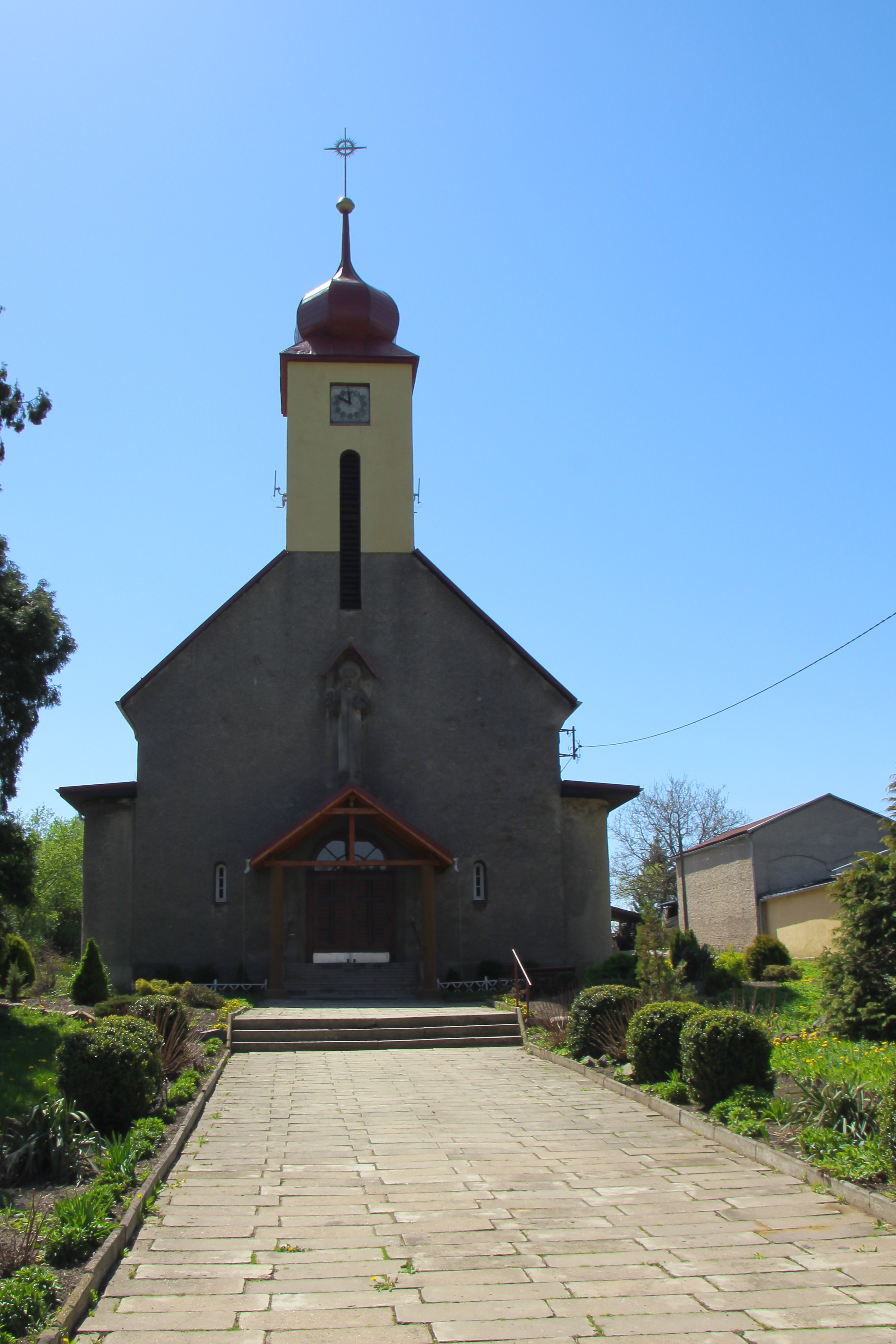
Dreifaltigkeitskirche

Der ursprünglich zur Markgrafschaft Mähren gehörige Ort wurde 1224 erstmals als villa Lutconis sowie Lubomirici erwähnt. 1308 erfolgte eine Erwähnung als Ludmeritza, 1377 als Ludmericz sowie 1428 als Ludmierziz. Der Ortsname leitet sich vom slavischen Personennamen Ludomir ab, das Dorf des Ludomir. Im Mittelalter bestand südlich des Dorfes eine Burg. Im Jahre 1318 wurde das Dorf Teil des neuen Herzogtums Troppau.
Nach dem Ersten Schlesischen Krieg 1742 fiel Leimerwitz mit dem größten Teil Schlesiens an Preußen. 1796 wurde in Leimerwitz eine Schule eingerichtet.
Nach der Neuorganisation der Provinz Schlesien gehörte die Landgemeinde Leimerwitz ab 1816 zum Landkreis Leobschütz im Regierungsbezirk Oppeln. 1845 bestanden im Dorf eine katholische Schule, eine Windmühle, eine Kapelle und 62 Häuser. Im gleichen Jahr lebten in Leimerwitz 385 Menschen, davon einer evangelisch. 1861 zählte Leimerwitz 711 Einwohner, eine Erbrichterei, 14 Bauern-, 39 Häuslerstellen. Die katholische Schule zählte im gleichen Jahr 96 Schüler. 1874 wurde der Amtsbezirk Leimerwitz gegründet, welcher die Landgemeinden Auchwitz, Jacubowitz, Klemstein und Turkau umfasste. Im Laufe der Zeit wurden immer mehr Einwohner deutschsprachig. 1910 sprachen nur 12 % der Einwohner die Lachischen Dialekte.
Bei der Volksabstimmung in Oberschlesien am 20. März 1921 stimmten in Leimerwitz 391 Personen für einen Verbleib bei Deutschland und 2 für Polen. Leimerwitz verblieb wie der gesamte Stimmkreis Leobschütz beim Deutschen Reich. 1933 zählte der Ort 609 sowie 1939 515 Einwohner. Bis 1945 gehörte der Ort zum Landkreis Leobschütz. Am 22. und 23. März 1945 flüchtete die Bevölkerung in Richtung Sudetenland und Bayern. Ein Großteil der örtlichen Bebauung wurde während Kampfhandlungen zerstört.
1945 kam der bisher deutsche Ort unter polnische Verwaltung, wurde in Ludmierzyce umbenannt und der Woiwodschaft Schlesien angeschlossen. Im Mai 1945 kehrte ein Großteil der zuvor geflüchteten Bevölkerung zurück. Am 14. Juli 1946 wurde die deutsche Bevölkerung des Ortes vertrieben. 1950 wurde Ludmierzyce der Woiwodschaft Oppeln zugeteilt. Nach 1956 kam es zu einer Auswanderungswelle nach Deutschland. 1999 wurde das Dorf Teil des wiedergegründeten Powiat Głubczycki.

## Sehenswürdigkeiten

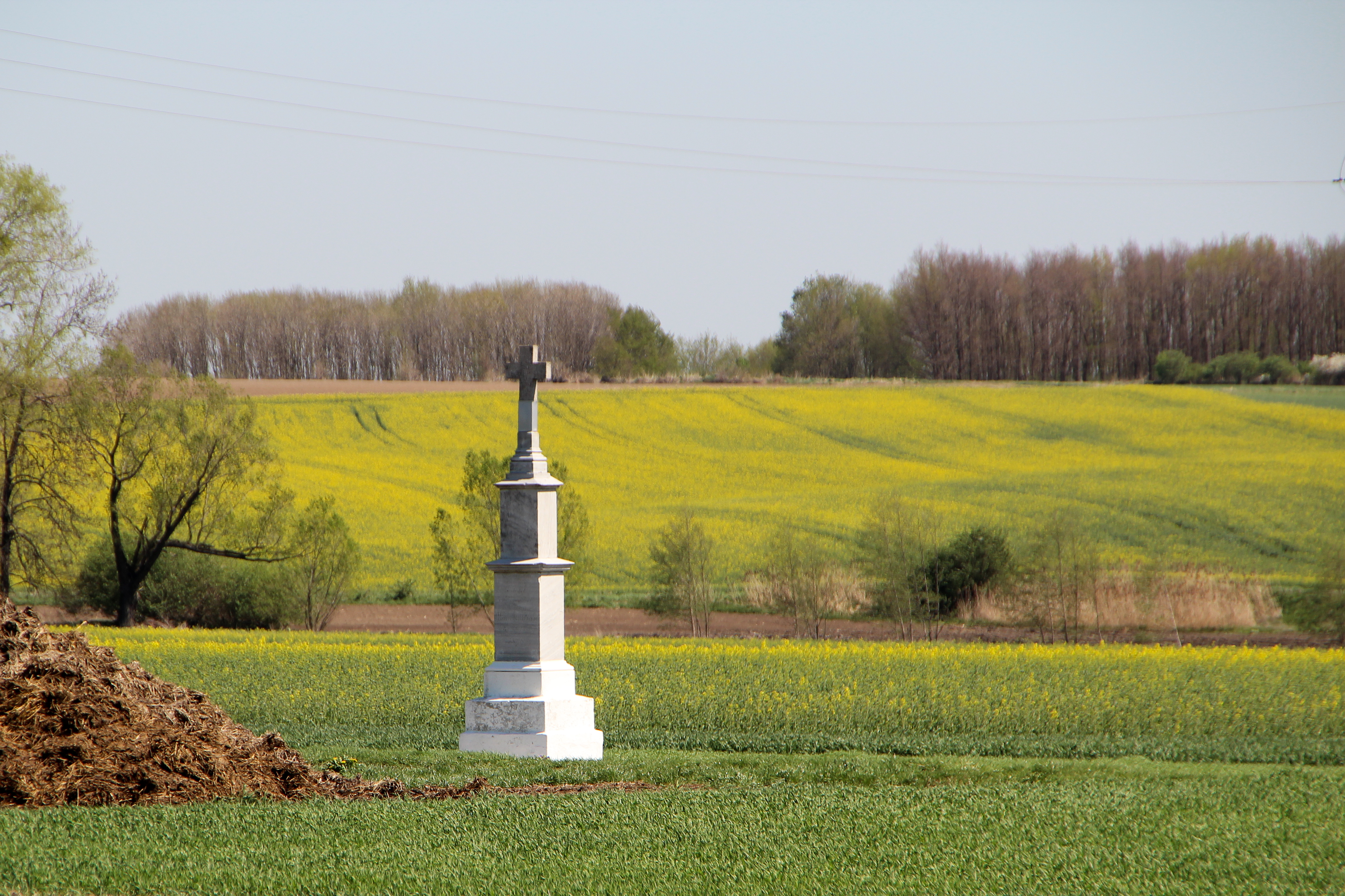
Wegekreuz

- Die römisch-katholische Dreifaltigkeitskirche (poln. Kościół Świętej Trójcy) wurde 1926 errichtet.
- Steinernes Wegekreuz

## Söhne und Töchter des Ortes
- Paul Juretschke (1869–1946), Landwirtschaftsrat und Abgeordneter
- Richard Frank (1894–1980),  Politiker der deutschen Minderheit